# 国保すさみ病院
国保すさみ病院（こくほすさみびょういん）は、和歌山県西牟婁郡すさみ町にある町立の病院。

## 概要
国保すさみ病院としては1973年に開設。しかし、病院が南海トラフ巨大地震で想定される津波浸水区域内にあることなどから、紀勢自動車道すさみインターチェンジ近くの高台に移転することになった。
新病院は鉄骨造り2階建てで、延べ床面積約2800平方メートルで2023年（令和5年）11月1日に移転する。病床数は人口減少による患者数の減少により25床となる。診療科は移転後も、内科、外科、リハビリテーション科の3つを維持する。

## 沿革
- 1947年 - 紀南病院周参見分院が開院。
- 1952年3月 - 周参見町国民健康保険直営診療所となる。
- 1953年3月 - 病院を新築し、周参見町国民健康保険直営病院となる。
- 1973年7月 - 病院を新築し、国保すさみ病院となる。
- 1997年9月 - リハビリ診療室を増築。
- 2009年3月末 - 一般車を改造したドクターカーを県内で初めて配備した。
- 2023年11月1日 - 高台移転[2]。

## 診療科
- 内科
- 外科
- リハビリテーション科